# Огранка магна
Огранка магна — різновид спеціальної огранки алмазу з 101 грані і колети. Грані включають дев'ятибічну таблицю, яка оточена 60 гранями корони і 40 гранями павільйону.